# HD 97670
HD 97670，又名CP-58 3315，SAO 238877、HR 4361，是一颗恒星，视星等为5.74，位于銀經290.83，銀緯0.93，其B1900.0坐标为赤經11h 9m 11s，赤緯-59° 0.93′ 30″。